# Italo Vassalo
Italo Vassalo (italià: Italo Vassallo)  (Asmara, 1940 - Roma, 30 de juliol de 2021) fou un futbolista eritreu de la dècada de 1960.
Fou internacional amb la selecció de futbol d'Etiòpia. Pel que fa a clubs, destacà a Saint-George SA juntament amb el seu germà Luciano Vassalo.